# 普羅西卡 (埃米利奇涅區)
50°49′54″N 27°39′17″E / 50.83167°N 27.65472°E
普羅西卡（烏克蘭語：Просіка），是烏克蘭北部的村莊，隸屬日托米爾州的茲維亞赫爾區。該村面積0.61平方公里，海拔高度212米，2001年人口180，人口密度每平方公里297.03人。